# Rosa Natoli
Rosa Natoli este o varietate hibridă din specia de trandafir, aparținând familiei Rosaceae. A fost creată în 1973 de către cultivatorul italian Seronelli, în onoarea nobilei Maria Polli Natoli, o personalitate remarcabilă în filantropia și angajamentul social din Italia. Trandafirul a fost conceput pentru a celebra activitatea lui Maria Polli Natoli, care a contribuit semnificativ la cauzele sociale și culturale din Italia, în special în zona Lacului Como, unde locuia.

## Istoric și Origine
Rosa Natoli a fost creată în 1973 de către cultivatorul italian Seronelli. Varietatea a fost introdusă ca un omagiu adus personalității Maria Polli Natoli, o figură influentă în filantropia italiană, cunoscută pentru lucrările sale caritabile și pentru angajamentul față de comunitate. Trandafirul a fost gândit pentru a celebra memoria acestei figuri de mare valoare umană și socială.

## Descriere
Rosa Natoli se caracterizează prin flori de culoare roz palid, cu petale delicate și bine formate. Florile, care pot atinge un diametru de 8–10 cm, au un aspect elegant și un parfum subtil dar persistent. Planta este de dimensiuni medii, având o creștere compactă, cu un portament arbustiv. Este apreciată pentru rezistența la bolile comune ale trandafirilor, dar și pentru florile sale abundente în primăvară și vară. Aceste trăsături o fac deosebit de potrivită pentru grădini ornamentale, dar și pentru cultivarea în ghivece.

## Taxonomie
- Genul: Rosa
- Specie: Hibrid de Rosa
- Anul creării: 1973
- Creator: Seronelli
- Sinonime: Niciunul

## Cultivare
Rosa Natoli este o plantă rezistentă care se adaptează cu ușurință la diferite condiții de cultivare. Preferă expunerea la soare direct, dar poate tolera și semi-umbra. Solul ideal pentru creșterea sa este bine drenat, bogat în substanțe organice și cu o bună ventilație pentru a evita stagnarea apei. Trandafirul este potrivit pentru cultivarea în grădină, dar poate fi cultivat și în ghivece sau recipiente, cu condiția să primească suficientă lumină solară.
Pe durata perioadei de vegetație, planta necesită irigații regulate, în timp ce în perioada de repaus din timpul iernii, aportul de apă trebuie să fie redus. Tăierea anuală, care trebuie realizată la sfârșitul iernii, ajută la menținerea plantei într-o formă compactă și stimulează o nouă florire viguroasă.

## Semnificație și Cultură
Rosa Natoli nu este doar o plantă ornamentală, ci și un simbol al angajamentului social și filantropic, reprezentând amintirea și moștenirea lui Maria Polli Natoli. Crearea acestei flori reflectă aprecierea față de activitatea unei persoane care a contribuit semnificativ la comunitate. Numele său este asociat cu valori de solidaritate, frumusețe și reziliență, fiind apreciată în special în Italia, în regiunile din jurul Lacului Como, unde Maria Polli Natoli a desfășurat cea mai mare parte a activităților sale filantropice.